# 南三陸警察署
南三陸警察署（みなみさんりくけいさつしょ）は、宮城県警察が管轄する警察署のひとつである。

## 管轄区域
- 本吉郡南三陸町

## 所在地
- 宮城県本吉郡南三陸町志津川新井田34番地166（2021年3月22日業務開始）[1]
  - 旧庁舎の所在地は南三陸町志津川字塩入176-2。2011年3月の東日本大震災により3階建ての庁舎が被災[1]。
  - 2011年10月から宮城県本吉郡南三陸町志津川字沼田150番地118 商工団地入口座標: 北緯38度41分23.1秒 東経141度27分54.4秒 / 北緯38.689750度 東経141.465111度（仮庁舎）に一時的に移転していた[1]。
  - 新庁舎は南三陸町志津川新井田の海抜20.4m地点にある南三陸消防署に隣接する建物で、延べ床面積1969平方メートルの鉄筋コンクリート3階建てである[1]。

## 沿革

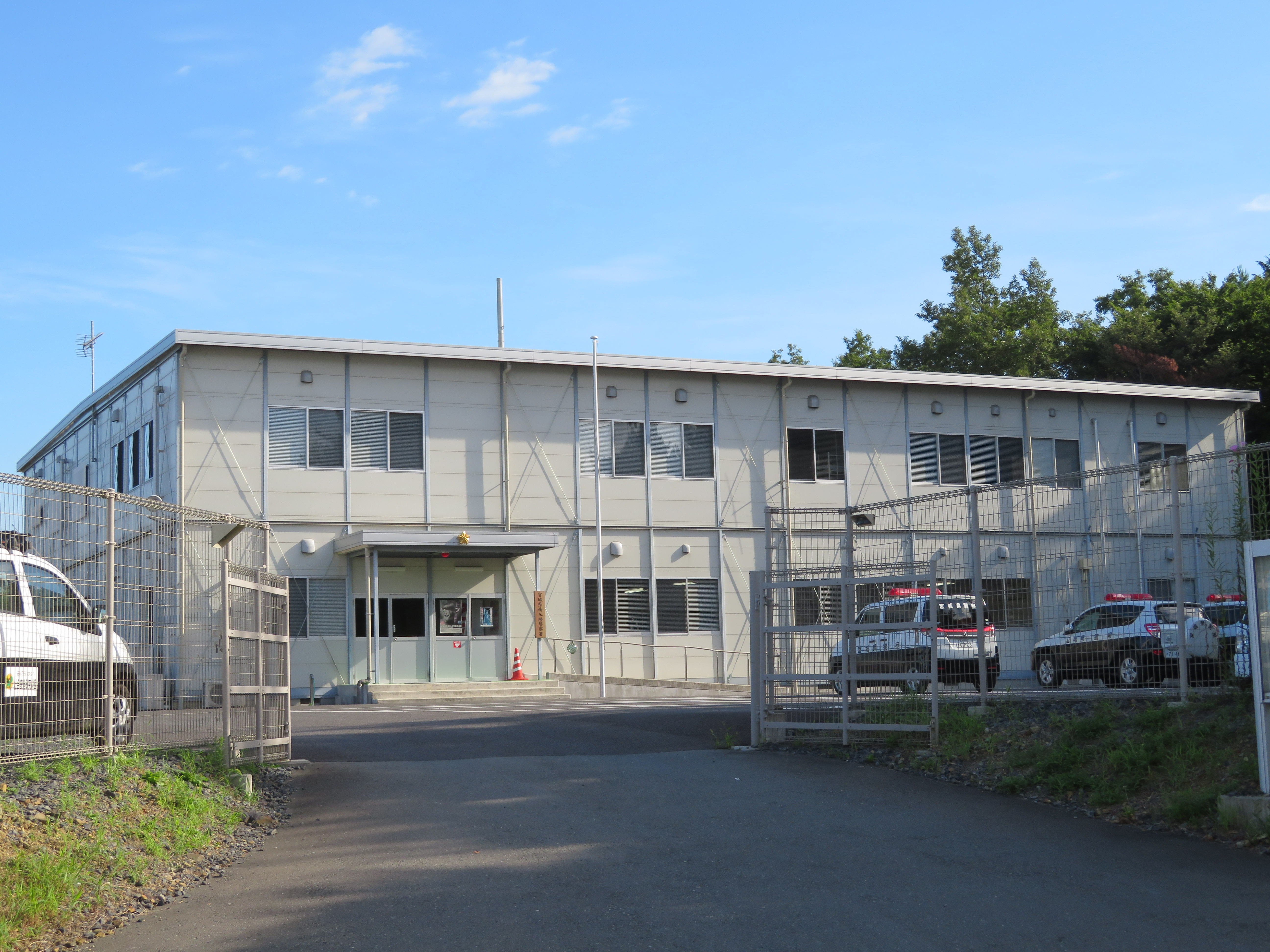
2021年3月21日まで運用していた南三陸警察署仮庁舎

- 2006年 - 志津川町と歌津町の合併により、志津川警察署から南三陸警察署に改称。
- 2011年
  - 3月11日 - 東北地方太平洋沖地震による津波により庁舎屋上まで浸水し建物は残ったものの業務遂行不能に陥った署員らは住民に避難広報を行いながら高台に撤退したが1名が殉職した。庁舎が使用不能となり南三陸町立入谷小学校食堂に南三陸警察署現地警備本部を設置[2]。
  - 4月11日 - 南三陸町入谷のさんさん館内に「南三陸警察署入谷連絡所」、南三陸町役場プレハブ仮庁舎内に「南三陸警察署災害現地警備本部」を移設[2]。
  - 10月1日 - 沼田地区に仮庁舎を設置して移転[1]。
  - 11月21日 - 歌津・戸倉両臨時交番を設置。
- 2021年3月22日 - 南三陸町志津川新井田の新庁舎に移転[1]。4月23日、落成式が行われた[3]。

## 内部組織
- 警務会計課
  - 警務会計係
  - 相談係
  - 被害者支援係
  - 留置管理係

- 生活安全課
  - 生活安全係

- 地域課
  - 地域係

- 刑事課
  - 捜査係
  - 鑑識係

- 交通課
  - 交通係

- 警備課
  - 警備係

## 交番
- 署所在地交番 (南三陸警察署内)

## 駐在所
- 入谷駐在所 南三陸町入谷字中の町192番地9。
  - 2018年2月17日に現在地に移転[2]（旧所在地は南三陸町入谷字鏡石6番地4）。
- 戸倉駐在所 南三陸町戸倉字沖田53番地58。
  - 東北地方太平洋沖地震で被災（旧所在地は南三陸町戸倉字折立38番地）。
  - 2011年11月21日に南三陸町から無償貸与されたプレハブ庁舎に臨時交番を設置[2]（戸倉臨時交番 南三陸町戸倉字瀬保の口21番地2 ドライブインひと休み敷地内）。
  - 2018年3月24日に現在地に再建され業務開始[2]。
- 歌津駐在所 南三陸町歌津字枡沢39番地6。
  - 東北地方太平洋沖地震で被災（旧所在地は南三陸町歌津字伊里前89番地10）。
  - 2011年11月21日に南三陸町から無償貸与されたプレハブ庁舎に臨時交番を設置[2]（歌津臨時交番 南三陸町歌津字枡沢28番地1 平成の森敷地内）。
- 清水駐在所
  - 東北地方太平洋沖地震で被災（旧所在地は南三陸町志津川字清水浜90番地4）。
  - 2012年8月28日に旧荒砥中学校体育館内に「清水駐在所警察官立寄所」を設置[2]。
  - 清水駐在所は被災により南三陸警察署に置かれていたが、2021年3月で廃止され、同年4月からは南三陸署に署所在地交番が置かれる[1]。

## 主な未解決事件
- 2002年（平成14年）5月3日早朝本吉郡南三陸町志津川竹川原で会社社長夫婦（夫…当時61歳、妻…当時59歳）が何者かに殺害された事件。早朝の犯行のため目撃者がないせいか未だに被疑者の特定には至っていない。

## その他
- 運転免許の更新については免許センターから遠隔地にあるということで、南三陸署管内の運転者は南三陸警察署で行っており、月曜 - 金曜の9:00 - 16:00に受け付けるが、指定した日に講習受講後に免許交付となる[4]。